# Jan Distelmeyer
Jan Distelmeyer est un universitaire et critique de cinéma allemand, né en 1969 (55-56 ans).
Il a enseigné à l'université de Potsdam et à l'Académie des beaux-arts de Brunswick
Il a écrit des critiques de films pour des publications comme epd Film, Die Zeit ou encore Spiegel Online.
Il est le frère du chanteur et musicien Jochen Distelmeyer, membre du groupe Blumfeld.